# Sebastian Sylvester
Sebastian Sylvester (* 9. Juli 1980 in Greifswald) ist ein ehemaliger deutscher Profiboxer. Er war unter anderem Deutscher Meister, EBU-Europameister und IBF-Weltmeister im Mittelgewicht.

## Werdegang

### Amateurkarriere
Sylvester boxte von 1990 bis 2002 als Amateur beim Greifswalder SC und wurde ab 1993 von Hartmut Schröder trainiert. Er war 1998 und 1999 Deutscher Juniorenmeister im Halbmittelgewicht und Teilnehmer der Junioren-Weltmeisterschaft 1998 in Buenos Aires. Darüber hinaus boxte er in der 2. Bundesliga. Insgesamt bestritt er 95 Amateurkämpfe.

### Profikarriere
Er begann seine Profikarriere 2002 beim Berliner Wiking Box-Team des Promoters Winfried Spiering und wurde weiterhin von Hartmut Schröder trainiert. Sein Debüt verlor er am 26. Mai 2002 durch KO in der ersten Runde.
Im Anschluss gewann er jedoch jeden seiner 21 Kämpfe, wurde Deutscher Meister (BDB) sowie Internationaler Deutscher Meister (BDB) und siegte im Juli 2004 vorzeitig gegen Dirk Dzemski (Kampfbilanz: 22-0), wodurch er als Vorkämpfer beim Promoter Sauerland Event eingeladen wurde.
Am 18. Dezember 2004 besiegte er den Franzosen Robert Roselia (23-2) durch KO in der zweiten Runde und wurde dadurch Interkontinentaler Meister der IBF. Den Titel konnte er im März 2005 gegen den Franzosen Christophe Tendil (18-9) verteidigen.
Am 16. Juli 2005 boxte er in Nürnberg um den EBU-Europameistertitel und siegte dabei einstimmig nach Punkten gegen den Franzosen Morrade Hakkar (34-4), der 2003 gegen Bernard Hopkins um die WM-Titel der IBF, WBA und WBC gekämpft hatte. Im November 2005 verteidigte er den Titel einstimmig gegen den Italiener Lorenzo Di Giacomo (30-1) und im April 2006 durch TKO gegen den Briten Steven Bendall (24-1).
Am 3. Juni 2006 verlor er den Titel durch eine TKO-Niederlage in der achten Runde an den Finnen Amin Asikainen (17-0), gewann jedoch seine vier folgenden Duelle und wurde dabei am 23. September 2006 in Wetzlar Interkontinentaler Meister der WBA.
Am 23. Juni 2007 bestritt er in Zwickau einen Rückkampf gegen Amin Asikainen (21-0) und gewann den EBU-Titel durch TKO in der elften Runde zurück. Im Anschluss gewann er Titelverteidigungen gegen den Italiener Simone Rotolo (27-2) und den Franzosen François Bastien (33-5), sowie im April 2008 durch KO in der zwölften Runde gegen den Spanier Javier Castillejo (62-7). Mit dem Sieg gegen den Spanier qualifizierte er sich für einen WM-Kampf gegen den WBA-Titelträger Felix Sturm (30-2), verlor den Kampf jedoch am 1. November 2008 in Oberhausen einstimmig nach Punkten. Nach der Niederlage gegen Sturm wechselte er zum Berliner Promoter Sauerland Event und wurde dort von Karsten Röwer trainiert.
Am 28. Februar 2009 siegte er durch KO gegen den Italiener Gaetano Nespro (14-4) und gewann damit den Internationalen Meistertitel der IBF, den er im Juni 2009 einstimmig gegen den US-Amerikaner Lajuan Simon (21-1) verteidigen konnte, der in seinem letzten Kampf WM-Herausforderer von IBF-Weltmeister Arthur Abraham war. Nachdem Abraham vom Mittelgewicht in das Supermittelgewicht aufgestiegen war und sein IBF-Gürtel im Mittelgewicht dadurch vakant wurde, konnte Sylvester am 19. September 2009 im Jahnsportforum von Neubrandenburg um den Titel boxen und gewann dabei knapp per Split Decision nach Punkten gegen den Dominikaner Giovanni Lorenzo (27-1).
Seine erste Titelverteidigung gewann er am 30. Januar 2010 in Neubrandenburg durch TKO in der zehnten Runde gegen den US-Amerikaner Billy Lyell (21-7). Seine nächste Titelverteidigung endete am 5. Juni 2010 in Neubrandenburg mit einem Unentschieden gegen den Russen Roman Karmasin (40-3), der bereits EBU-Europameister und IBF-Weltmeister gewesen ist. Seine dritte Titelverteidigung gewann er am 30. Oktober 2010 in Rostock einstimmig gegen den Deutsch-Türken Mahir Oral (28-2).
Am 7. Mai 2011 verlor er den WM-Gürtel in Neubrandenburg durch eine knappe Punktniederlage per Split Decision an den Australier Daniel Geale (24-1). Seinen nächsten und zugleich letzten Kampf bestritt er am 1. Oktober 2011 in Neubrandenburg um den EBU-Titel und verlor durch TKO, nach Aufgabe in der Rundenpause nach der dritten Runde, vorzeitig gegen den Polen Grzegorz Proksa (25-0).

## Sonstiges
Sylvester ist in der DDR aufgewachsen und hat fünf Geschwister. Er erlernte den Beruf des Trockenbauers und arbeitete nebenbei auch als Türsteher. Er lebt in Dersekow, ist verheiratet und Vater einer Tochter.

## Liste der Profikämpfe
| Jahr | Tag           | Ort                                                  | Gegner/Kampfziel                                    | Ergebnis für Sylvester        |
| ---- | ------------- | ---------------------------------------------------- | --------------------------------------------------- | ----------------------------- |
| 2002 | 26. Mai       | Berlin, Deutschland                                  | Juri Saizew                                         | Niederlage/KO 1. Runde        |
| 2002 | 25. August    | Berlin, Deutschland                                  | Andreas Möller                                      | Punktsieg / 4 Runden          |
| 2002 | 7. September  | Circus Krone, München, Deutschland                   | Grzegorz Lewandowski                                | Punktsieg / 4 Runden          |
| 2002 | 21. September | Bördelandhalle, Magdeburg, Deutschland               | Mateusz Lorek                                       | Sieg / KO 3. Runde            |
| 2002 | 19. Oktober   | Hansahalle, Berlin, Deutschland                      | Mohammed Rasuli                                     | Punktsieg / 6 Runden          |
| 2002 | 29. November  | Berlin, Deutschland                                  | Gabriel Botos                                       | Sieg / TKO 3. Runde           |
| 2003 | 11. Januar    | Universal Hall, Berlin, Deutschland                  | Petr Rykala                                         | Sieg / TKO 3. Runde           |
| 2003 | 3. März       | Ballhaus-Arena, Aschersleben, Deutschland            | Patrik Hruska                                       | Punktsieg / 6 Runden          |
| 2003 | 21. März      | Sportcenter Jumps, Berlin, Deutschland               | Victor Farkas                                       | Sieg / KO 1. Runde            |
| 2003 | 24. Mai       | Karl-Eckel-Halle, Hattersheim am Main, Deutschland   | Przemysław Miszew                                   | Punktsieg / 4 Runden          |
| 2003 | 3. September  | Hanns-Martin-Schleyer-Halle, Stuttgart, Deutschland  | Patrik Hruska                                       | Punktsieg / 6 Runden          |
| 2003 | 25. Oktober   | Sportcenter Jumps, Berlin, Deutschland               | Roman Aramian Internationale Deutsche Meisterschaft | Punktsieg / 10 Runden         |
| 2004 | 31. Januar    | Sportcenter Jumps, Berlin, Deutschland               | Danny Thiele Deutsche Meisterschaft                 | Sieg / TKO 4. Runde           |
| 2004 | 20. März      | Maritim Hotel, Köln, Deutschland                     | Roman Aramian IDM-Titelverteidigung                 | Punktsieg / 10 Runden         |
| 2004 | 17. Juli      | Anhalt-Arena, Dessau, Deutschland                    | Dirk Dzemski DM/IDM-Titelverteidigung               | Sieg / TKO 7. Runde           |
| 2004 | 23. Oktober   | Tempodrom, Berlin, Deutschland                       | Clive Johnson                                       | Sieg / KO 2. Runde            |
| 2004 | 18. Dezember  | Oberfrankenhalle, Bayreuth, Deutschland              | Robert Roselia                                      | Sieg / KO 2. Runde            |
| 2005 | 12. März      | Stadthalle, Zwickau, Deutschland                     | Christophe Tendil                                   | Punktsieg / 12 Runden         |
| 2005 | 14. Mai       | Oberfrankenhalle, Bayreuth, Deutschland              | Eliseo Nogueira                                     | Punktsieg / 8 Runden          |
| 2005 | 16. Juli      | Arena Nürnberger Versicherung, Nürnberg, Deutschland | Morrade Hakkar Europameisterschaft                  | Punktsieg / 12 Runden         |
| 2005 | 12. November  | Sporthalle, Hamburg, Deutschland                     | Lorenzo Di Giacomo EM-Titelverteidigung             | Punktsieg / 12 Runden         |
| 2006 | 22. April     | SAP-Arena, Mannheim, Deutschland                     | Steven Bendall EM-Titelverteidigung                 | Sieg / TKO 3. Runde           |
| 2006 | 3. Juni       | TUI Arena, Hannover, Deutschland                     | Amin Asikainen EM-Titelverteidigung                 | Niederlage / TKO 8. Runde     |
| 2006 | 28. Juli      | First Fitness Club, Wien, Österreich                 | Petr Rykala                                         | Sieg / TKO 3. Runde           |
| 2006 | 23. September | Rittal Arena, Wetzlar, Deutschland                   | Franck Mezaache                                     | Punktsieg / 12 Runden         |
| 2006 | 16. Dezember  | Bigbox Allgäu, Kempten (Allgäu), Deutschland         | Peter Mitrevski junior                              | Sieg / TKO 8. Runde           |
| 2007 | 3. März       | Stadthalle, Rostock, Deutschland                     | Alessio Furlan                                      | Sieg / TKO 12. Runde          |
| 2007 | 23. Juni      | Stadthalle, Zwickau, Deutschland                     | Amin Asikainen Europameisterschaft                  | Sieg / TKO 11. Runde          |
| 2007 | 27. Oktober   | Messehalle, Erfurt, Deutschland                      | Simone Rotolo EM-Titelverteidigung                  | Punktsieg / 12 Runden         |
| 2008 | 26. Januar    | Tempodrom, Berlin, Deutschland                       | Francois Bastient EM-Titelverteidigung              | Punktsieg / 12 Runden         |
| 2008 | 12. April     | Jahnsportforum, Neubrandenburg, Deutschland          | Javier Castillejo EM-Titelverteidigung              | Sieg / KO 12. Runde           |
| 2008 | 1. November   | König-Pilsener-Arena, Oberhausen, Deutschland        | Felix Sturm WBA-Weltmeisterschaft                   | Punktniederlage / 12 Runden   |
| 2009 | 28. Februar   | Jahnsportforum, Neubrandenburg, Deutschland          | Gaetano Nespro                                      | Sieg / KO 7. Runde            |
| 2009 | 27. Juni      | Max-Schmeling-Halle, Berlin, Deutschland             | Lajuan Simon                                        | Punktsieg / 12 Runden         |
| 2009 | 19. September | Jahnsportforum, Neubrandenburg, Deutschland          | Giovanni Lorenzo vakante IBF-Weltmeisterschaft      | Punktsieg / 12 Runden         |
| 2010 | 30. Januar    | Jahnsportforum, Neubrandenburg, Deutschland          | Billy Lyell IBF-Titelverteidigung                   | Sieg / TKO 10. Runde          |
| 2010 | 5. Juni       | Jahnsportforum, Neubrandenburg, Deutschland          | Roman Karmasin IBF-Titelverteidigung                | Unentschieden / 12 Runden     |
| 2010 | 30. Oktober   | Stadthalle, Rostock, Deutschland                     | Mahir Oral IBF-Titelverteidigung                    | Punktsieg / 12 Runden         |
| 2011 | 7. Mai        | Jahnsportforum, Neubrandenburg, Deutschland          | Daniel Geale IBF-Titelverteidigung                  | Punktniederlage / 12 Runden   |
| 2011 | 1. Oktober    | Jahnsportforum, Neubrandenburg, Deutschland          | Grzegorz Proksa Europameisterschaft                 | Niederlage / Aufgabe 3. Runde |